# Emmaljunga
Emmaljunga ist ein Ort (tätort) in der südschwedischen Provinz Skåne län und Teil der Gemeinde Hässleholm.
In Emmaljunga wurde 1925 die Firma „Emmaljunga Barnvagnsfabrik AB“ gegründet, der älteste heute noch existierende Kinderwagenhersteller Europas. Der Ort liegt etwa sechs Kilometer südöstlich von Markaryd am Länsväg 117.